# デイテル
デイテル（Datel Inc.）は、イギリスに本社を置くコンピュータゲームの周辺機器を製造する企業。チート用ツール・プロアクションリプレイ（Pro Action Replay）シリーズを発売している。2006年より2015年までは、日本法人デイテル・ジャパンを運営していた。

## 概要
創業時はAMラジオを製造していた。1980年代後半よりコンピュータゲーム用のチートを行うための改造ツールに進出。「Action Replay」は「Game Genie」や「CodeBreaker」と並んで代表的な改造ツールとなっている。日本では欧米と異なり、判例上、いかなる場合もチートは著作者の同一性保持権を侵害する行為と解されているため、デイテルの進出は歓迎されていない。
日本では、カラットやサイバーガジェットがデイテルの国内正規代理店として製品の販売を行っていたが、2006年に日本法人であるデイテル・ジャパンが設立され、デイテル・ジャパンによる製品の販売が開始された。
デイテルジャパンではそれまでの日本国内でのプロアクションリプレイの知名度を活かし、改造ツール以外のゲーム周辺機器を初期にはdetal-PAR、後期はCOOL CLOWNというブランド名で展開していた。
2015年3月6日、デイテルの日本撤退により、2015年3月31日をもって日本法人デイテル・ジャパンの営業を終了することが発表された。なお、デイテル・ジャパン社製品のサポートは、株式会社プレイアーツに引き継がれたが、こちらも2016年3月31日に終了した。
また日本撤退後、以下の製品はソフトウェアの提供が終了しライセンス認証が行えなくなったため、新規での使用はできない。
- PSP用プロアクションリプレイMAX2
- PSP用プロアクションリプレイMAX
- PSP用プロアクポケット
- PSP用コントローラーアダプターMAX
- PSP用Tilt FX
- PSP用パワーリプレイ
- Wii用パワーリプレイ